# نیوبو

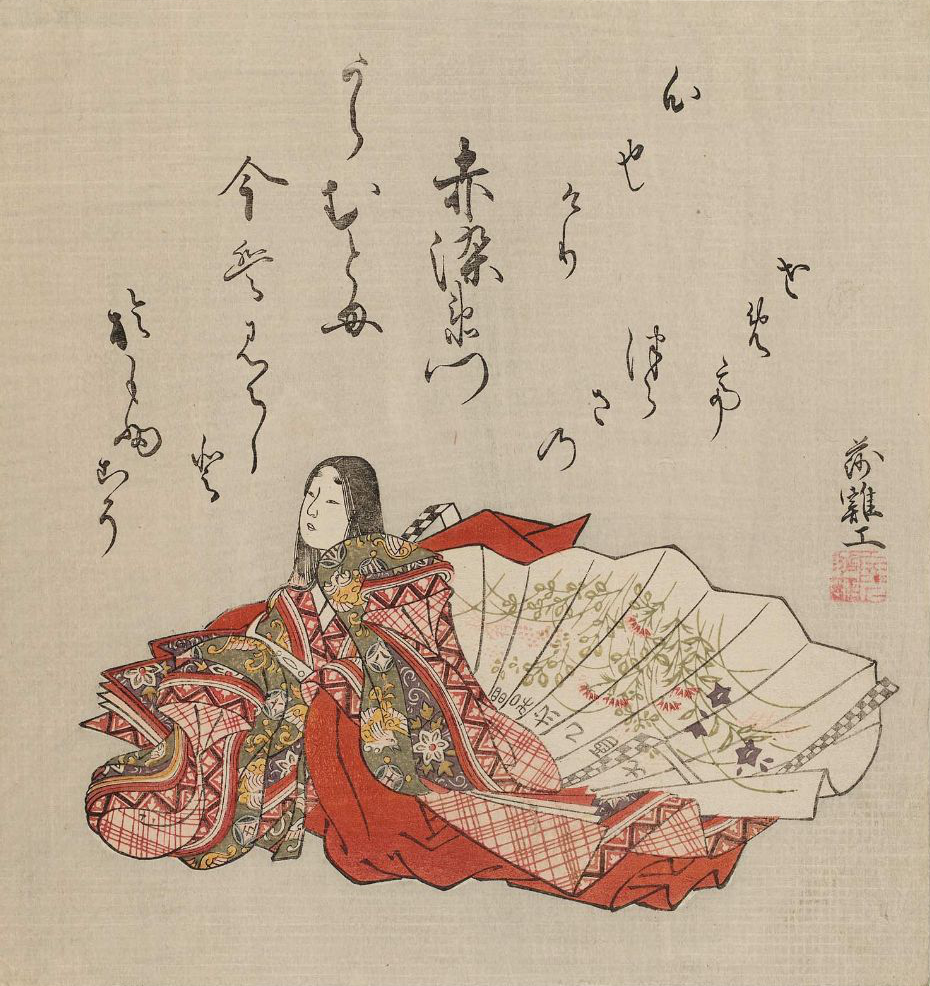
نقاشی از یک نیوبو

نیوبو (به ژاپنی: 女房（にょうぼう)، در جامعه اشرافی از دوره هی‌آن تا دوره ادو، به بانوی درباری، ندیمه یا خدمتکار زن که به دربار امپراتوری و اشراف خدمت می‌کرد، گفته می‌شود. این نام از اتاق مخصوصی که در کاخ‌ها و اقامتگاه‌های اشراف به آنها داده می‌شود، می‌آید.